# Sami Lopakka
Sami Lopakka (Muhos, 17 gennaio 1975) è un chitarrista finlandese.

## Biografia
Ha fatto parte della band Sentenced fino a quando non si sciolsero nel 2005; inoltre, fu il compositore principale, insieme con Miika Tenkula, dei testi della band e viene anche considerato il portavoce della band. Dal 2007 è nuovamente attivo nei KYPCK.
Sami di recente (aprile 2007) ha parlato su Metal-Rules.com delle sue attività recenti, dove vengono mostrati lo spettacolo finale dei Sentenced (recentemente pubblicato su DVD), una biografia dei suoi ex compagni e, naturalmente, i dettagli sulla propria attività professionale e occupazioni musicali.